# Christoph Sigrist

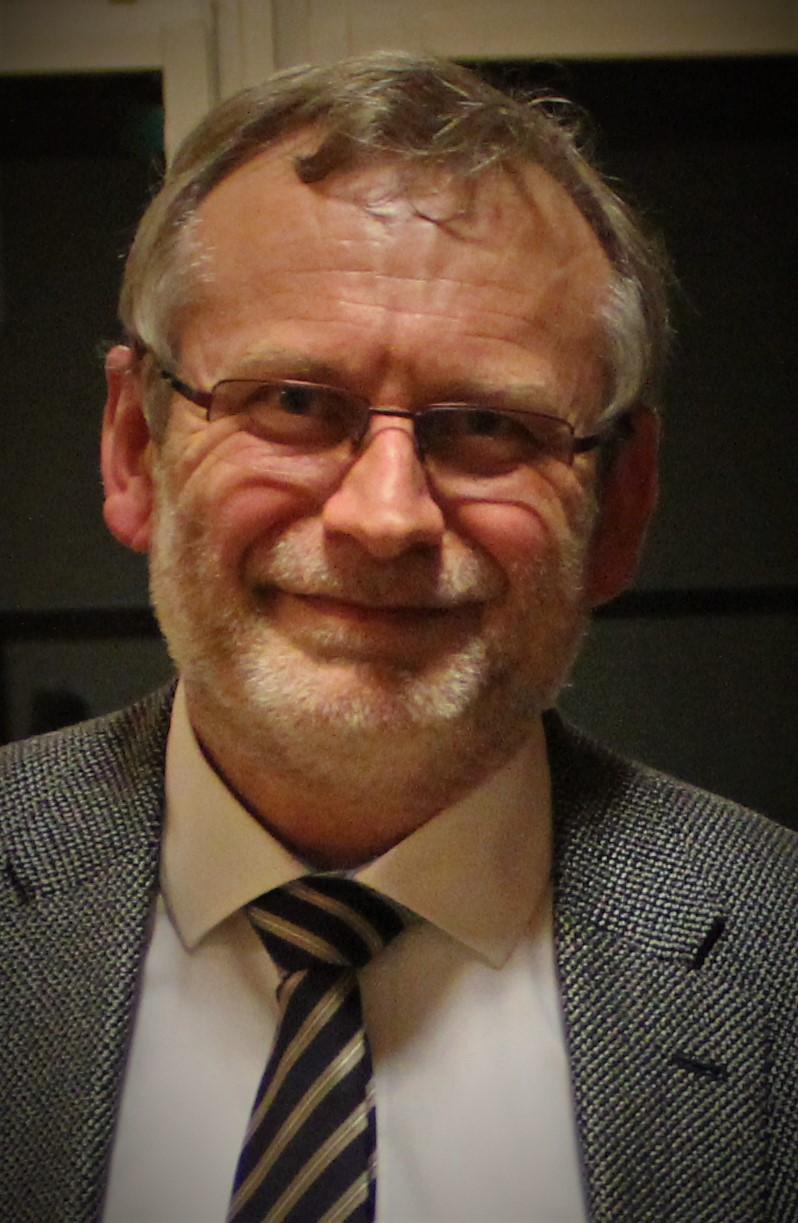
Christoph Sigrist (2018)

Christoph Sigrist (* 1963 in Zürich) ist ein Schweizer reformierter Pfarrer, Diakoniewissenschaftler und Autor.

## Leben

### Seelsorge und Diakonie
Christoph Sigrist studierte evangelische Theologie in Zürich, Tübingen und Berlin; das Studium schloss er 1987 ab. Nach seiner Ordination 1988 war er von 1989 bis 1995 Pfarrer in der evangelisch-reformierten Kirchgemeinde Stein SG und schrieb gleichzeitig seine Dissertation zum Thema  „Diakonie, Ethik und diakonische Basisgruppen in Kirchen“. 1995 wurde er zum Dr. theol. promoviert und war bis 2002 Pfarrer an der Stadtkirche St. Laurenzen in St. Gallen, wo er das Citykirchenprojekt «Offene Kirche St. Leonhard» initiierte.
Im Jahre 2002 übernahm er eine Stelle für Gemeindediakonie bei den Gesamtkirchlichen Diensten der Evangelisch-reformierten Landeskirche des Kantons Zürich, die er bis 2008 innehatte. Von 2003 bis 2024 war er in Teilzeitanstellung Pfarrer am Grossmünster in Zürich. Von 1990 bis 2014 war er zudem Armeeseelsorger in der Schweizer Armee.

### Wissenschaftliche Tätigkeit
Seit 2009 ist Christoph Sigrist neben seinem Pfarramt als Dozent in Lehre und Forschung der Diakoniewissenschaft an der theologischen Fakultät der Universität Bern tätig, nachdem er bereits seit 1999 dort Lehraufträge wahrgenommen hatte. 2014 habilitierte er sich mit einem Forschungsprojekt über «Kirche Diakonie Raum – Untersuchungen zur diakonischen Nutzung von Kirchenräumen» ab. Ab 2014 war Sigrist Privatdozent, seit August 2018 ist er Titularprofessor für Diakoniewissenschaft an der Berner Fakultät.
Seine Forschungsschwerpunkte liegen in den Bereichen theologischer Begründungsformen helfenden Handelns, der Diakonischen Grundlagenforschung und der methodischen Fragen des Fachs, in Urbaner Diakonie, Citykirchen und Tourismus sowie der diakonischen Nutzung von Kirchenräumen.

## Mitgliedschaften und ehrenamtliches Engagement
Christoph Sigrist ist Mitglied in mehreren diakonischen Stiftungen und in übergemeindlichen Gremien, so zum Beispiel im Stiftungsrat des Hilfswerkes der Evangelischen Kirchen der Schweiz (HEKS), im Diakoniewerk Neumünster – Schweizerische Pflegerinnenschule und im Stiftungsrat der Evangelischen Gesellschaft Zürich. Er ist Präsident der Gesellschaft Minderheiten in der Schweiz und seit 2012 des Zürcher Forums der Religionen (ZFR). Zudem ist er Präsident des Zürcher Spendenparlaments und für die Amtsperiode 2020–2023 Mitglied der Eidgenössischen Migrationskommission EKM.
Von Juli 2016 bis Dezember 2019 war er als Botschafter der evangelisch reformierten Kirche des Kantons Zürich für das Gedenken «500 Jahre Reformation» tätig.
Er unterstützte die Konzernverantwortungsinitiative.

## Privates
Christoph Sigrist ist verheiratet und hat zwei Söhne. Ausserdem ist er Mitglied der Zunft Hottingen.

## Werke (Auswahl)
- Diakoniewissenschaft. Kohlhammer, Stuttgart 2020.
- (Hrsg. mit Gerry Hofstetter, Alexandra  Steinegger:) Schattenwurf Zwingli. 500 Jahre Reformation in der Schweiz. NZZ Libro, Zürich 2018.
- Anna Reinhart und Ulrich Zwingli. Herder, Freiburg im Breisgau 2017.
- Kirchen Diakonie Raum. Theologischer Verlag Zürich, Zürich 2014 (Habilitationsschrift).
- (Hrsg. mit Simon Hofstetter:) Kirchen Bildung Raum. Beiträge zu einer aktuellen Debatte. TVZ, Zürich 2014.
- (mit Hein Rüegger:) Diakonie – eine Einführung. Zur theologischen Begründung helfenden Handelns. TVZ, Zürich 2011.
- Citykirche im Aufwind. KiK, Berg am Irchel 2000.
- Die geladenen Gäste: Diakonie und Ethik im Gespräch. Bern 1995 (Dissertation).